# Macrobarasa
Macrobarasa is een geslacht van vlinders van de familie visstaartjes (Nolidae), uit de onderfamilie Chloephorinae.

## Soorten
- M. albibasis Wileman, 1914
- M. xantholopha Hampson, 1896
- M. xanthosticta Hampson, 1894